# 劉世德
劉世德，贵州德江人，清政治人物、進士出身。
同治十年（1871年）辛未科進士，三甲一百三十名，后官中書。